# 사에키 이오리
사에키 이오리(일본어: 佐伯 伊織 さえき いおり[*], 1994년 7월 22일 ~ )는 일본의 가수이자 성우. 2012년부터 NU-KO라는 이름으로 가수 활동을 하며 2015년 성우 활동을 시작했다. 가나가와현 출신. 스왈로우 소속.